# فرودگاه الفاشر
فرودگاه الفاشر (به انگلیسی: El Fasher Airport) یک فرودگاه با کد یاتا ELF است که یک باند فرود آسفالت دارد و طول باند آن ۲۹۷۰ متر است. این فرودگاه در شهر الفاشر کشور سودان قرار دارد و در ارتفاع ۷۲۹ متری از سطح دریا واقع شده است.

## شرکت‌های هواپیمایی و مقصدهای پروازی
| شرکت‌های هواپیمایی | مقصدهای پروازی |
| ----------------- | -------------- |
| Badr Airlines     | خرطوم          |
| نووا ایرویز       | خرطوم، نیالا   |
| سودان ایرویز      | خرطوم          |